# Blekinge
Blekinge ( PRONÚNCIA), raramente Blecíngia , é uma pequena província histórica do sudeste da Suécia, situada junto ao mar Báltico. 

É a segunda menor província, ocupando 0,7% da área total do país, e tendo uma população de 157 973 habitantes de acordo com o censo de 2023.

É conhecida desde o século XVIII como o "jardim da Suécia" (Sveriges trädgård).

Como província histórica, Blekinge não possui funções administrativas nem significado político, mas está diariamente presente nos mais variados contextos, como por exemplo em Blekingesjukhuset (Hospital de Blekinge), Blekinge Museum (Museu de Blekinge) e Blekinge Tekniska Högskola (Escola técnica superior de Blekinge).

## Etimologia e uso
O topônimo Blekinge deriva de Blek, um nome dinamarquês antigo designando uma "baía com águas tranquilas" no sudoeste da província. Aparece pela primeira vez num texto inglês antigo do século IX como Blecingêg, e está registrado desde o século XII como Blegunc, Blekung, Bleking e Blekinge. Em latim, aparece como Blekingia, Blecingia, Blecongia e Blechingia.
Em textos em português costuma ser usada a forma original Blekinge. 

| “ | Em várias províncias suecas, como Blekinge, por exemplo… | ” |

## Condado atual
A província histórica de Blekinge coincide inteiramente com o atual condado de Blekinge.

A província de Blekinge
O condado da Blekinge

## História
Blekinge é mencionada pela primeira vez no século IX pelo mercador e explorador Wulfstan de Hedeby. Segundo ele, a região pertencia à esfera de influência dos Suíones (svear), antepassados dos suecos.          
Terá sido cristianizada no século XI, estando então integrada na Arquidiocese de Hamburgo-Bremen.                       Pertenceu à Dinamarca durante a Idade Média e a Idade Moderna - desde o século XI até o século XVII. Foi anexada na Suécia em 1658 pelo Tratado de Roskilde. Sob o Império Sueco, floresceu e algumas de suas cidades, como Karlskrona e Karlshamn, foram fundadas.                                              
Desde então, perdeu a sua proeminência. O século XIX ficou marcado por um aumento excepcional da população e uma grande emigração sobretudo para os Estados Unidos. Em 1683, foi criado o condado de Blekinge.

### Heráldica

O brasão de armas é representado por um carvalho com três coroas, tudo em cor dourada, contra um fundo azul. 

## Geografia
Blekinge é limitada a norte pela Småland, a leste e sul pelo mar Báltico e a oeste pela Escânia. 

| Limites de Blekinge |  |             |
| Småland             |  |             |
| Escânia             |  | Mar Báltico |
| Mar Báltico         |  |             |

Desde o planalto meridional da Suécia até à costa do mar Báltico, apresenta três zonas sucessivas: a região florestal (skogsbygden), com muitas coníferas; a região média (mellanbygden), com campos agrícolas e lagos, salpicados de faias e carvalhos; a região costeira (kustbygden), com muitas praias e ilhas.                                                           Os rios Mörrum, Ronneby e Lyckeby, oriundos da Småland, atravessam estas três zonas longitudinalmente, e desaguam no Báltico.

O seu litoral conta com o arquipélago costeiro de Blekinge, com mais de 1 000 ilhas e ilhotas, entre as quais se destaca Sturkö.

                                
Suas principais cidades são Karlskrona (cidade naval), Karlshamn (porto) e Ronneby (cidade termal).                                                 

| - Limites: Norte – Småland, Leste – Mar Báltico, Sul – Mar Báltico, Oeste – Escânia - Condados: Blekinge - Montanhas: Rävabacken (189 m) - Rios: Mörrumsån, Ronnebyån e Lyckebyån - Ilhas: Sturkö, Hasslö, Aspö - Cidades: Karlskrona, Karlshamn, Ronneby, Sölvesborg, Olofström - Comunas: Karlshamn, Karlskrona, Olofström, Ronneby, Sölvesborg |

### Maiores cidades de Blekinge
Atualizado a 24 de setembro de 2024

As maiores cidades de Blekinge são (2020):  Karlskrona, Karlshamn, Ronneby, Sölvesborg, todas junto à costa, e Olofström, no interior.

| 1. Karlskrona (36 904) 2. Karlshamn (20 228) 3. Ronneby (12 803) 4. Sölvesborg (8 832) 5. Olofström (7 777) |

## Comunicações

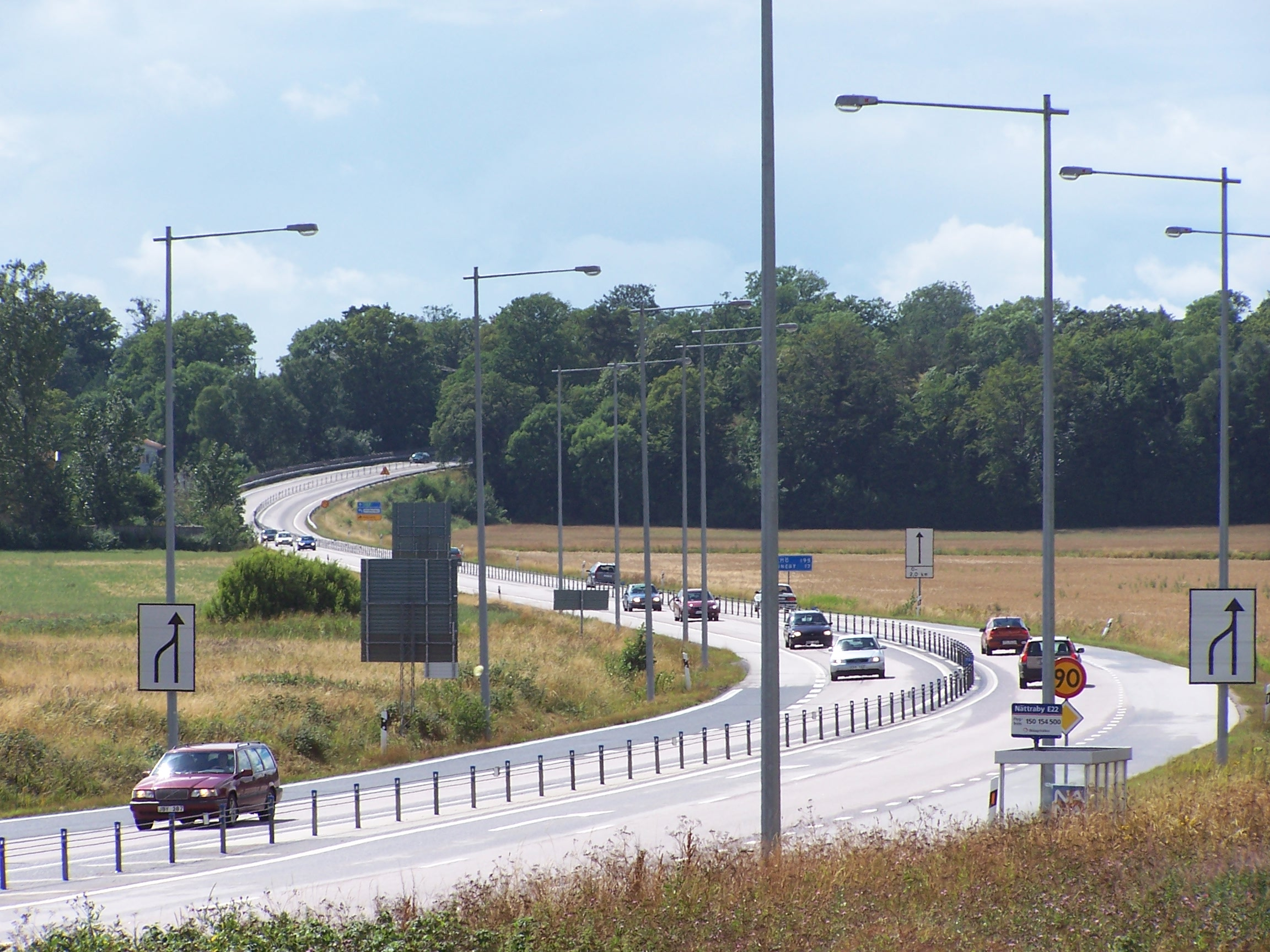
A E22 na proximidade de Ronneby

Blekinge é atravessada pela E22, seguindo a orla costeira da Escânia até à Småland. As estradas nacionais Rv 29, Rv 27 e Rv 28 a cortam paralelamente até chegarem à E22.
Uma linha ferroviária, proveniente de Malmo, acompanha a E22 de Sölvesborg a Karlskrona, onde outra linha inflete para norte em direção a Emmaboda, na Småland.
A 8 quilômetros a norte de Ronneby, na localidade de Kallinge, fica o aeroporto de Ronneby.
Entre os seus portos, têm especial destaque o porto de mercadorias de Karlshamn, e o porto de passageiros de Karlskrona, com ligação a Gdynia na Polónia.

| - Estrada europeia: E22 (Sölvesborg - Karlshamn - Ronneby - Brömsebro) - Estradas nacionais: Rv 29 (Vägershult – Karlskrona), Rv 27 (Ronneby - Karlskrona) e Rv 28 (Vägershult - Karlskrona) - Linhas ferroviárias: Karlskrona–Malmö e Karlskrona–Gotemburgo/Estocolmo - Aeroportos: Aeroporto de Ronneby - Portos: Karlskrona (base naval e porto de passgeiros), Karlshamn - Linhas marítimas: Karlskrona - Gdynia (Polónia) |

## Economia
A economia tradicional de Blekinge estava baseada na pesca, na navegação, na construção naval e na presença da marinha sueca desde o século XVII.                                                     

Hoje em dia (2024), as finanças de Blekinge estão sob pressão, tendo a província baixa percentagem de empresários, alto nível de desemprego, baixos lucros empresariais e baixos salários. A maior empresa de região é a Volvo Personvagnar Aktiebolag, com 2 125 postos de trabalho. 

## Património histórico, cultural e turístico
Blekinge é conhecida pelo seu arquipélago costeiro, pela pesca do salmão no rio Mörrum e pelas suas cidades costeiras de Karlshamn, Ronneby e Karlskrona, bastante diferentes entre si.

Dispõe igualmente de vários museus, com destaque para o Museu Naval, o Museu de Blekinge e o Museu do Automóvel, em Karlskrona, e ainda o Museu de Karlshamn, na própria cidade de Karlshamn.

Em destaque, estão igualmente a Cidade Naval de Karlskrona (Örlogsstaden Karlskrona), classificada como Património Mundial da UNESCO, assim como a Reserva natural de Eriksberg e o centro pedagógico de ciência Kreativum em Karlshamn, e as termas de Ronneby brunn em Ronneby.

- Museu Navalem Karlskrona (Marinmuseum)
- Cidade Naval de Karlskrona (Örlogsstaden Karlskrona; Património Mundial da UNESCO)
- Museu de Karlshamn (Karlshamns museum)
- Museu do Automóvelem Karlskrona (Albinsson & Sjöbergs bilmuseum)
- Pesca do salmão e da truta em Mörrumsån (Laxfisket i Mörrum)
- Termas de Ronneby (Ronneby brunnspark)
- Kreativum (Centro de ciência para todas as idades, em Karlshamn)
- Arquipélago de Blekinge (ilhas de Tjärö e Hanö, entre outras)
- Reserva natural de Eriksberg (Eriksbergs vilt- ochnaturpark)

## Personalidades ligadas à província

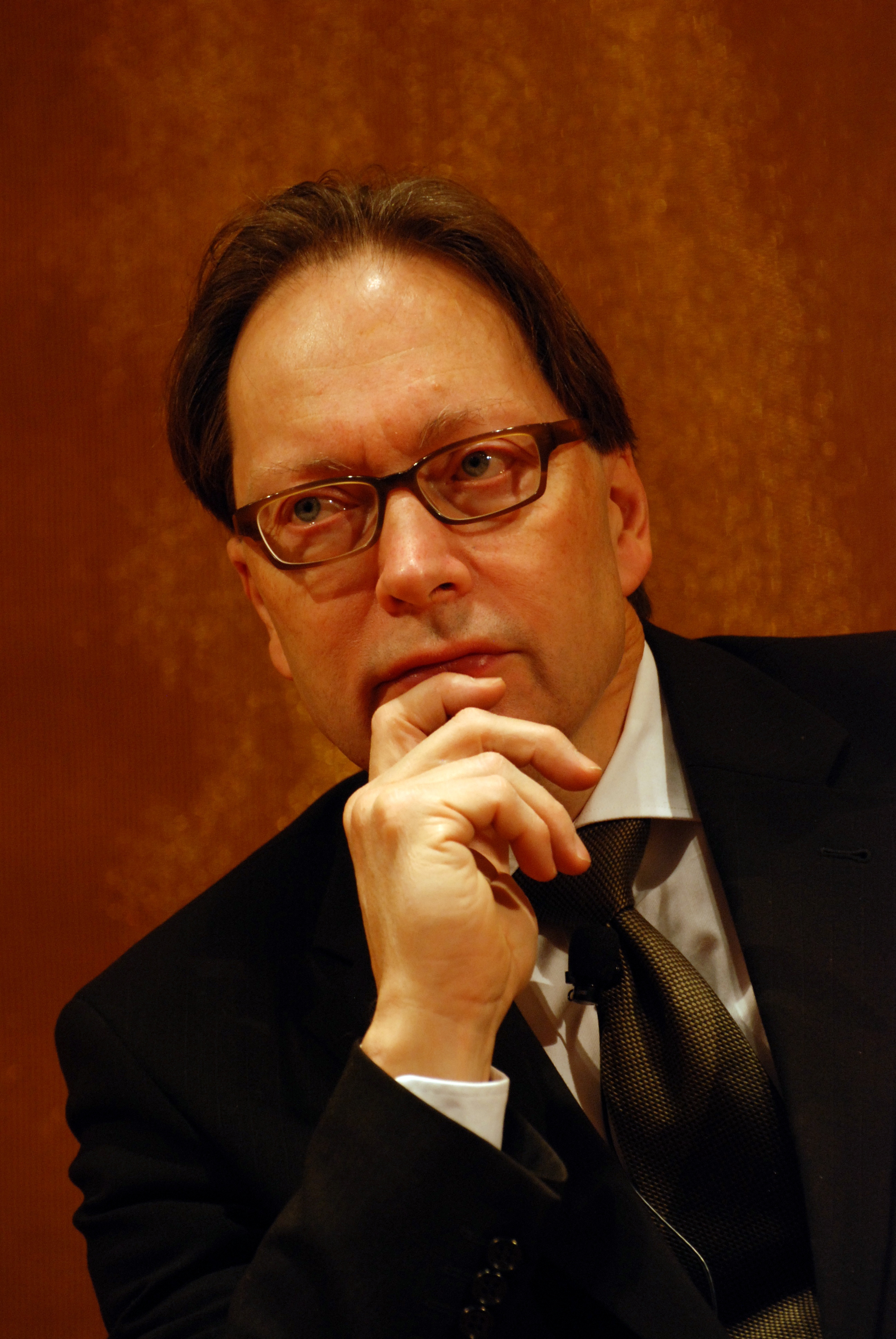
Horace Engdahl, antigo secretário permanente da Academia Sueca
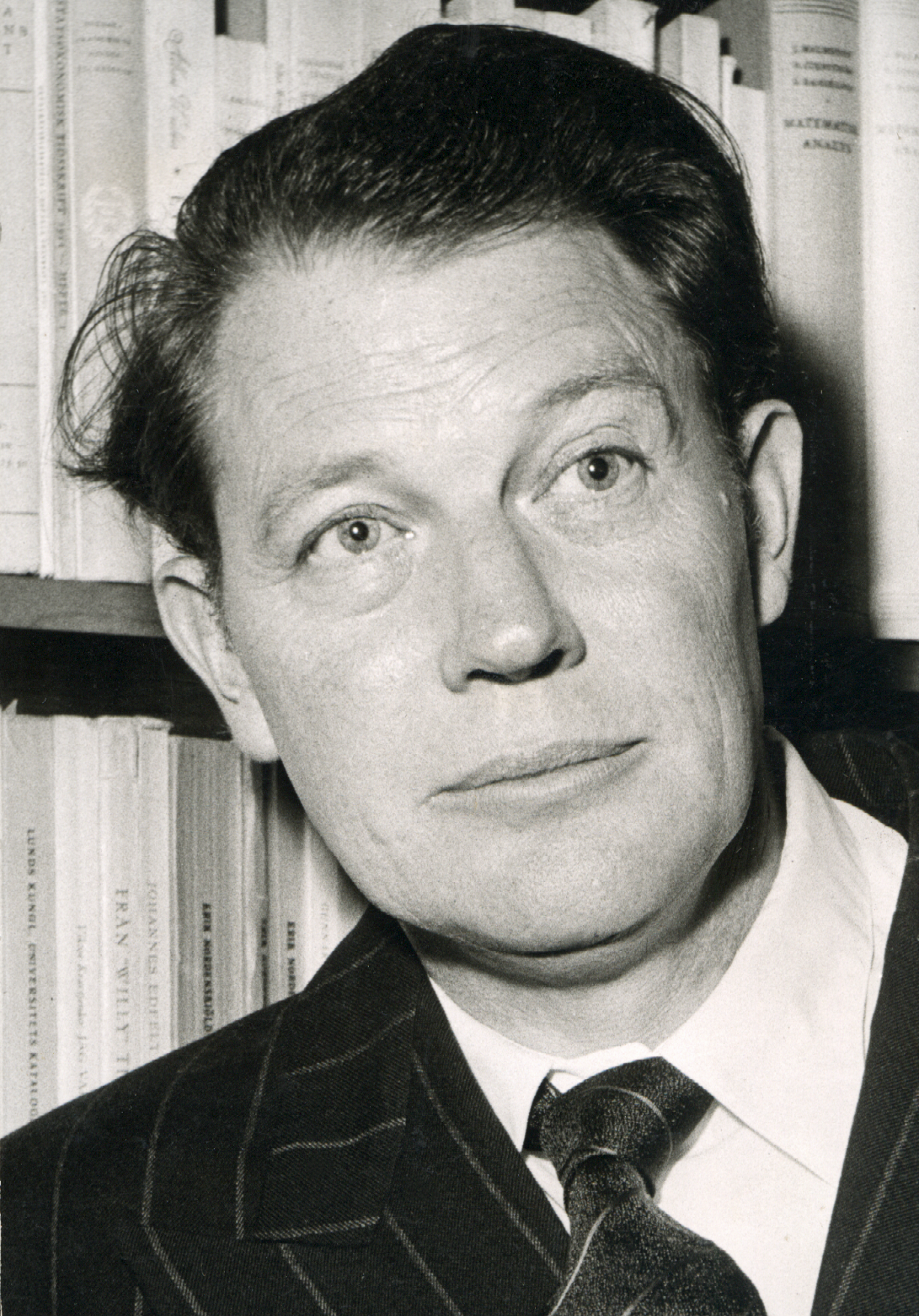
Harry Martinson, escritor, Nobel da Literatura de 1974

## Galeria

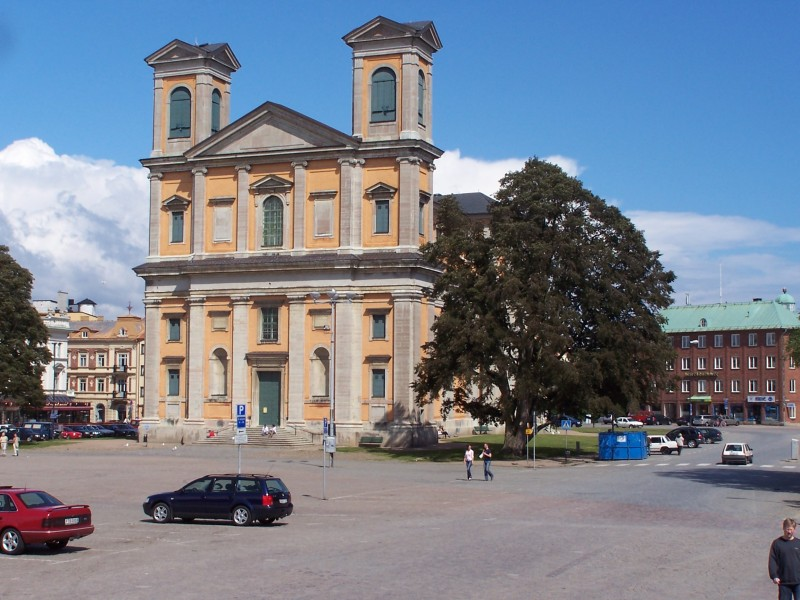
Karlskrona
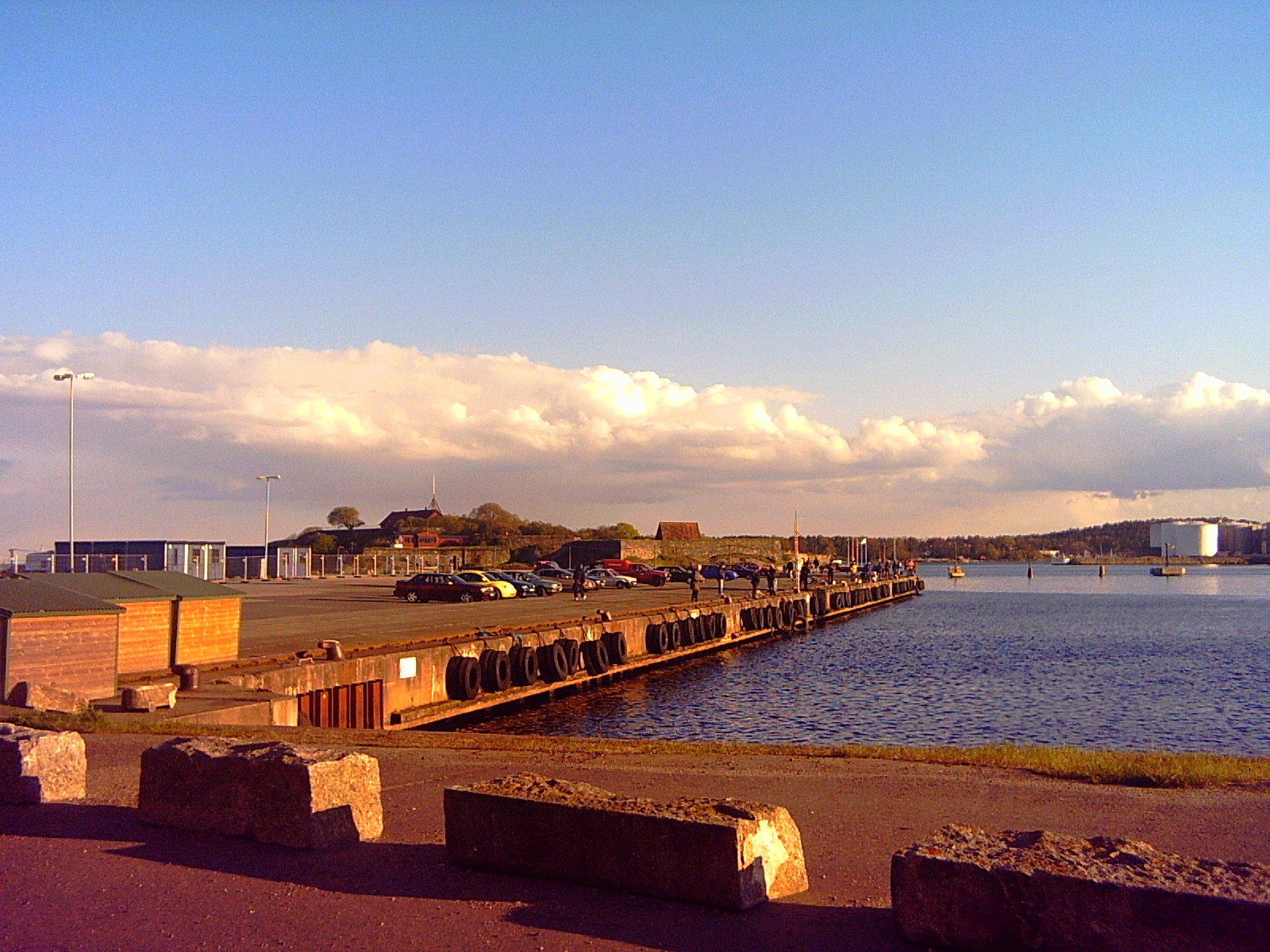
Karlshamn
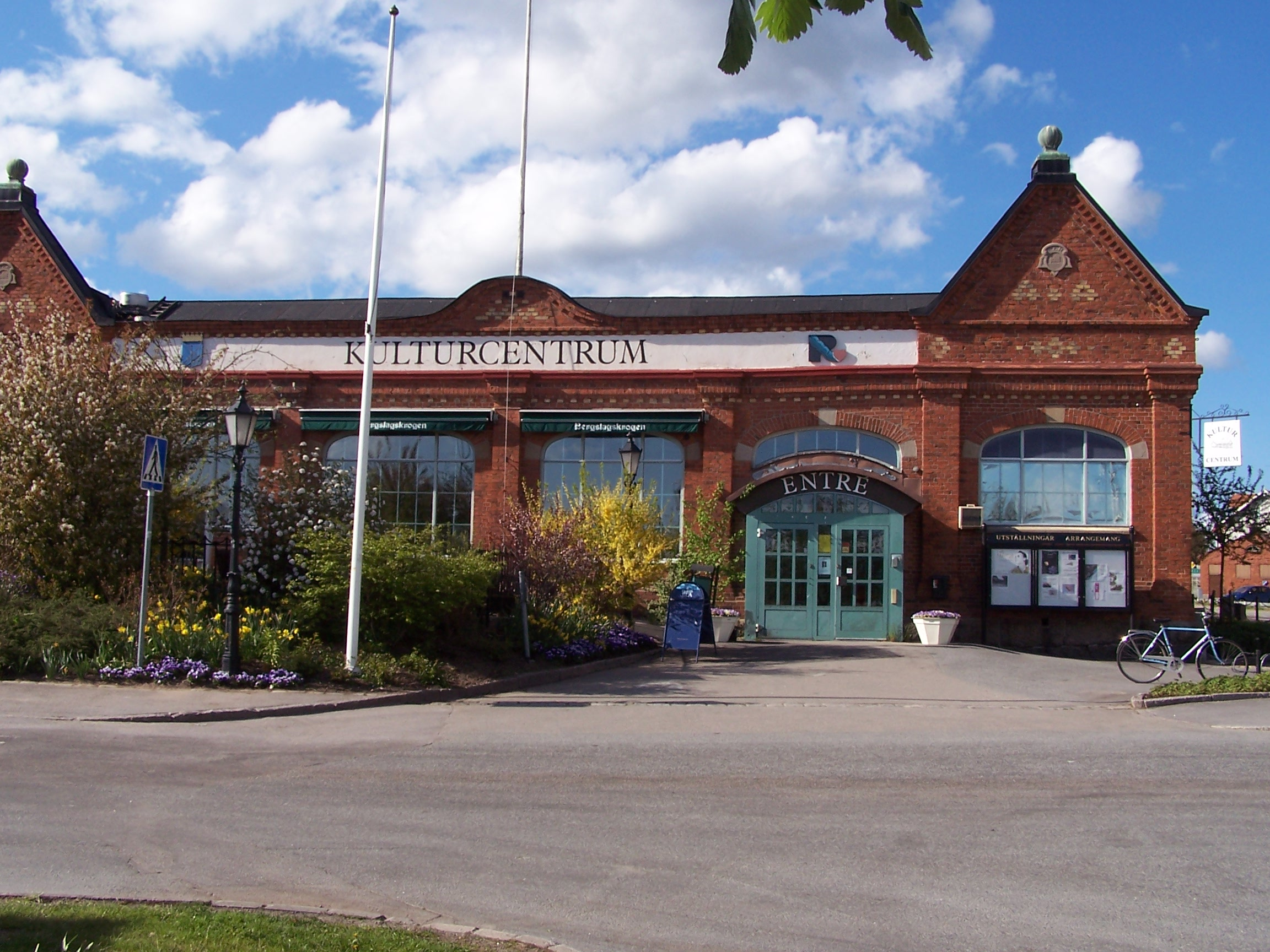
Ronneby
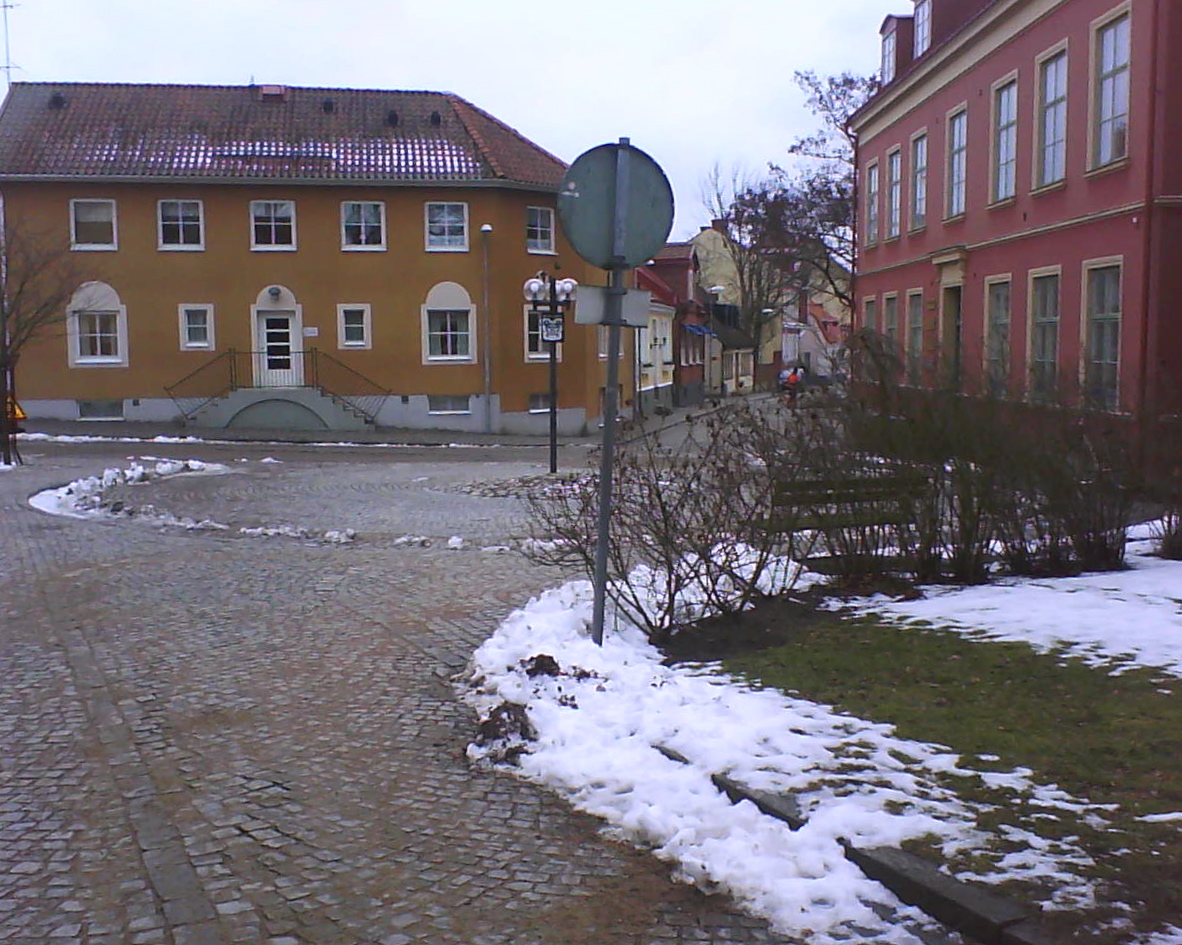
Sölvesborg
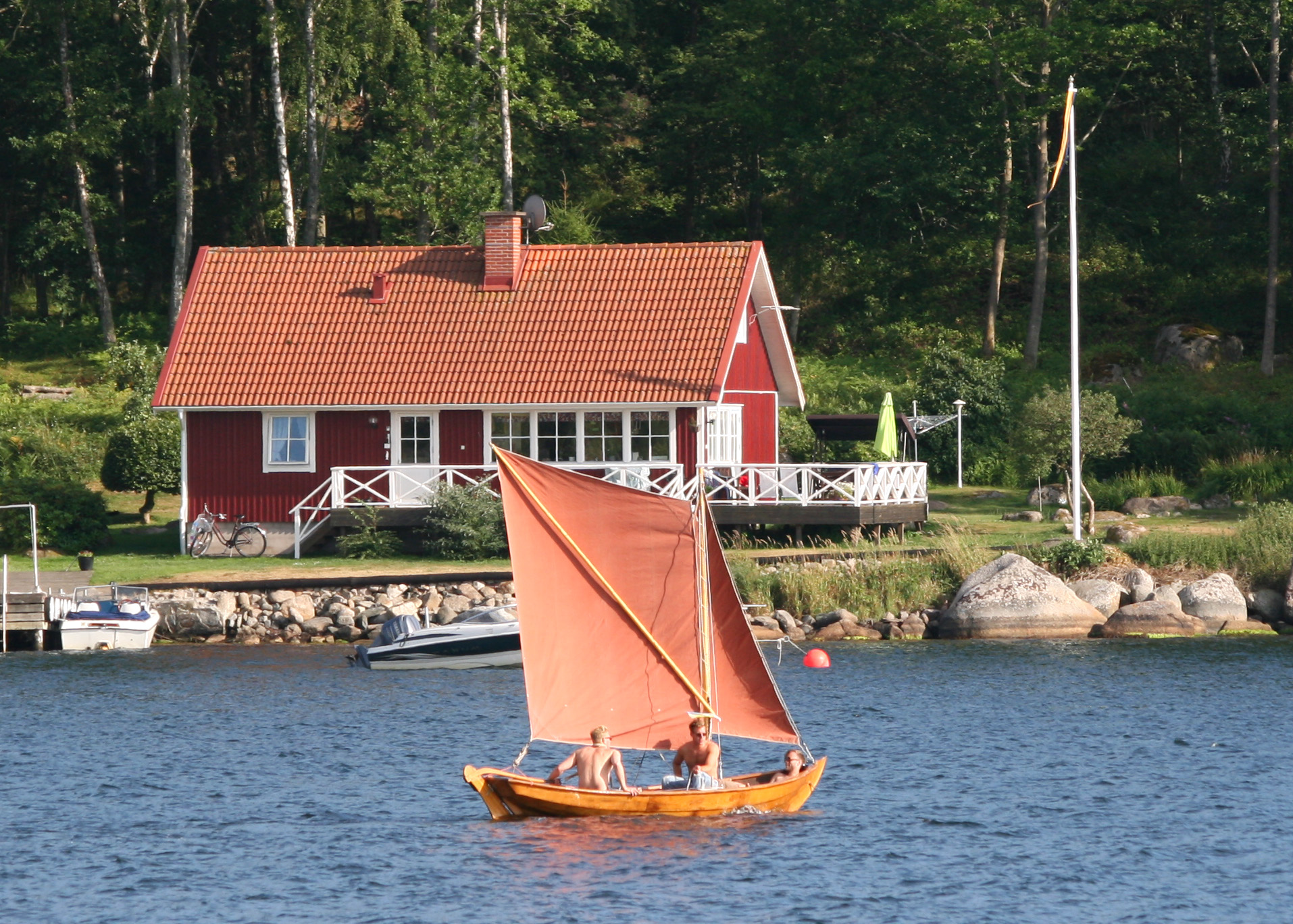
Barco tradicional de Blekinge
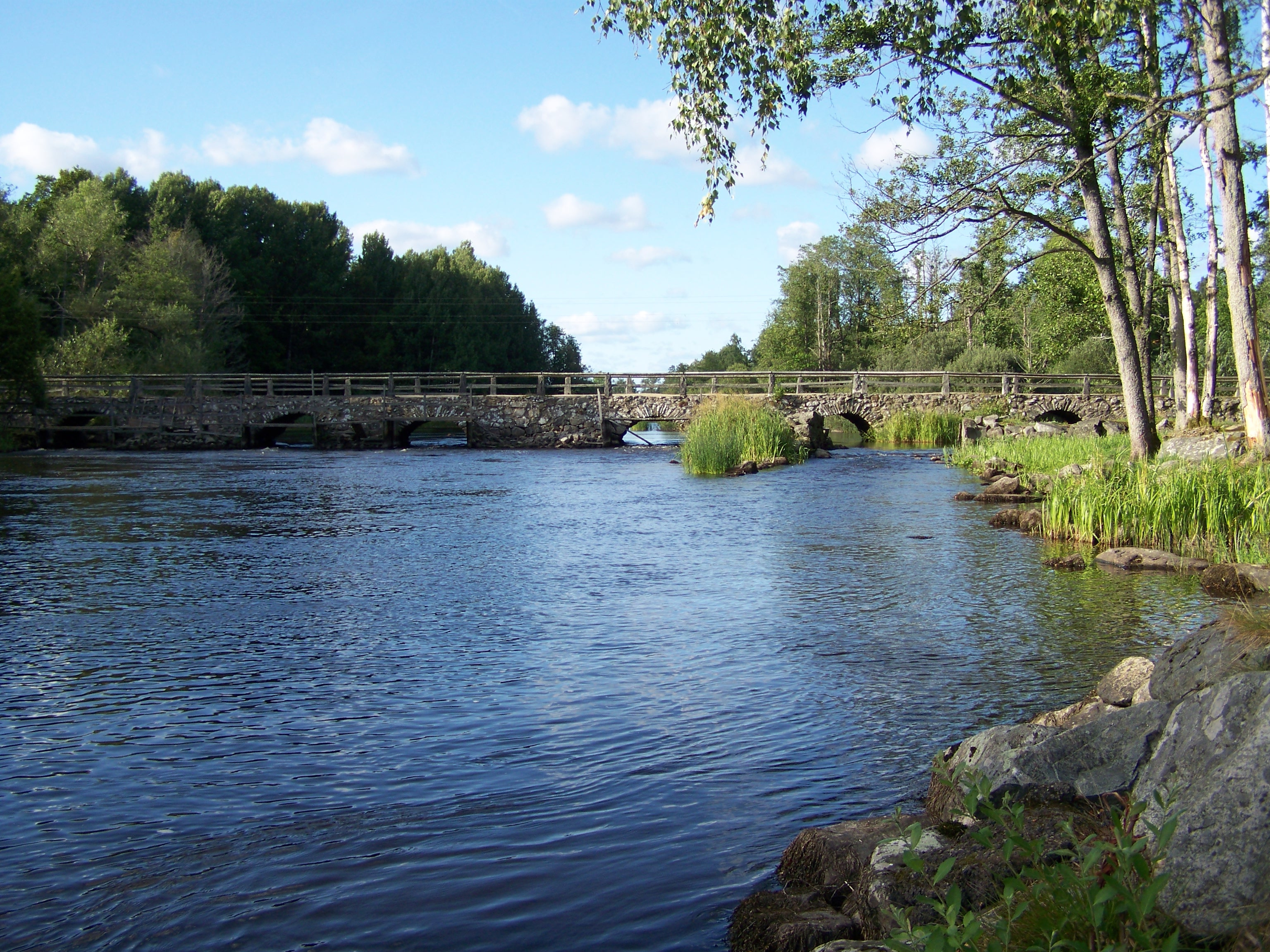
O rio Mörrumsån